# New Zealand State Highway 7
Der New Zealand State Highway 7 (State Highway 7 oder in Kurzform SH 7) ist eine Fernstraße von nationalem Rang auf der Südinsel von Neuseeland.

## Geographie
Die Fernstraße besitzt eine Länge von 272 km, befindet sich in der nördlichen Hälfte der Südinsel und war ehemals einer der acht nationalen State Highways. Die über ihre gesamte Länge zweispurig (je eine pro Fahrtrichtung) ausgebaute Straße durchquert die Neuseeländischen Alpen und verbindet die Region West Coast mit Canterbury. Gleichzeitig stellt der SH 7 eine Verbindung zwischen den beiden längsten Highways der Südinsel Neuseelands her, dem New Zealand State Highway 1 und dem New Zealand State Highway 6.
Im ländlichen Raum sind in unregelmäßigen Abständen zusätzliche wenige Kilometer lange Überholspuren als dritte Fahrspur angelegt. Die Kilometrierung der Strecke verläuft von Ost nach West.

## Streckenführung
Der State Highway 7 verlässt den State Highway 1 in Waipara, etwa 60 km nördlich von Christchurch und verläuft anfangs in nördliche Richtung. Die Straße quert mehrere Flüsse und streift den  Balmoral State Forest. Unmittelbar nördlich von Culverden erreicht dann der SH 7 das Tal des Waiau Uwha River und schwenkt von dort nach Westen ein, folgt auf diesem Weg dem Tal des Hope River nach Norden und anschließend dem Tal des Lewis River bis zum  Lewis Pass, um danach nach Westen abzuknicken und dem Tal des Maruia River zu folgen, wo die Straße den kleinen Kurort Maruia Springs passiert. Von dort setzt der SH 7 seinen Weg in nordwestliche Richtung bis Springs Junction fort, wo Anschluss zum nach Norden führenden New Zealand State Highway 65 besteht. Von Springs Junction aus überquert der SH 7 einen kleineren Pass, Rahu Saddle genannt, und folgt anschließend dem Tal des Inangahua River bis zur Stadt Reefton. Von dort aus schwenkt der Highway nach Südwesten und folgt dem Verlauf des Grey River/Māwheranui bis zwei Kilometer vor seiner Mündung in die Tasmansee bei Greymouth, wo der SH 7 Anschluss an den SH 6 findet und an ihm endet.
Der State Highway 7 besitzt eine kleine Nebenstrecke, die als State Highway 7A bezeichnet wird. Diese 9,4 km lange Straße verbindet den SH 7 über die imposante Waiau-Brücke mit dem Kurort Hanmer Springs.